# Pato Fu
Pato Fu je brazilská rocková skupina. Byla založena v roce 1992 v Belo Horizonte a o rok později vydala své debutové album. Název je inspirován komiksem o Garfieldovi a spojuje portugalské slovo „pato“ (kachna) a kung-fu.
Ve své tvorbě navazují Pato Fu na hnutí tropicália a spojují indie rock s vlivy elektronické hudby, pro jejich vystoupení jsou typické satirické a parodické prvky. Vůdčí osobností je zpěvačka Fernanda Takaiová (* 1971), v roce 2014 nahradil Glauco Nastácia na postu bubeníka Xandeho Tamiettiho a v roce 2016 odešel hráč na klávesové nástroje Lulu Camargo, jehož zastoupil Richard Neves. Hlavním hitem se stala píseň „Made in Japan“ zpívaná japonsky, v repertoáru skupiny je také skladba Paula McCartneyho Live and Let Die. Experimentem bylo album Música de Brinquedo (Hudba hraček), nahrané pouze za použití dětských nástrojů.
Časopis Time v roce 2001 zařadil Pato Fu mezi deset nejlepších rockových skupin světa (mimo Spojené státy americké).

## Sestava
- Fernanda Takai (zpěv, kytara)
- John Ulhoa (kytara, cavaquinho)
- Ricardo Koctus (baskytara, pandeiro)
- Glauco Nastácia (bicí)
- Richard Neves (klávesy)

## Diskografie
- Rotomusic de Liquidificapum (1993)
- Gol de Quem? (1995)
- Tem Mais Acabou (1996)
- Televisão de Cachorro (1998)
- Isopor (1999)
- Ruído Rosa (2001)
- Toda Cura para Todo Mal (2005)
- Daqui Pro Futuro (2007)
- Música de Brinquedo (2010)
- Não Pare Pra Pensar (2014)